# 美珍香

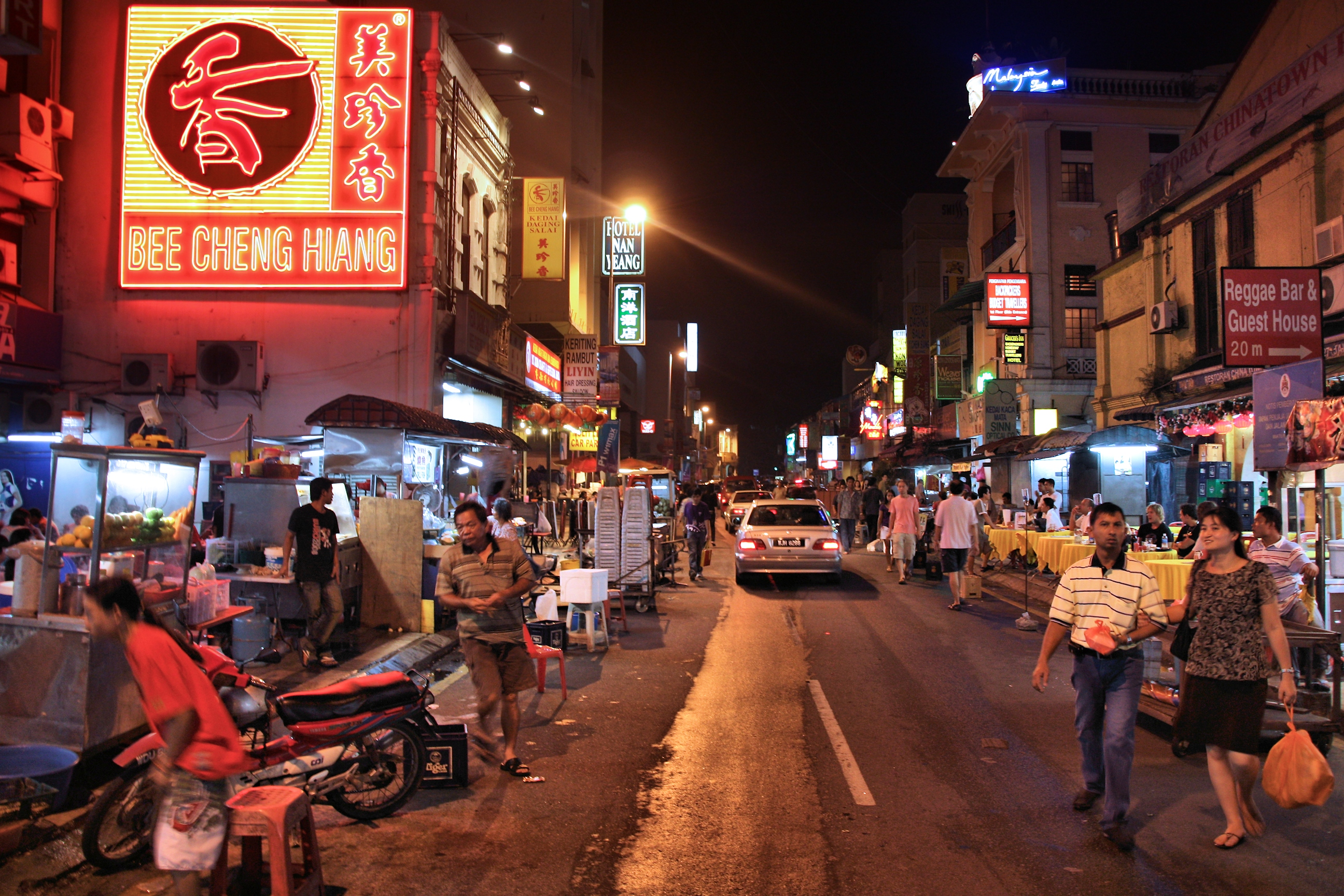
马来西亚吉隆坡唐人街美珍香分店霓虹招牌燈箱

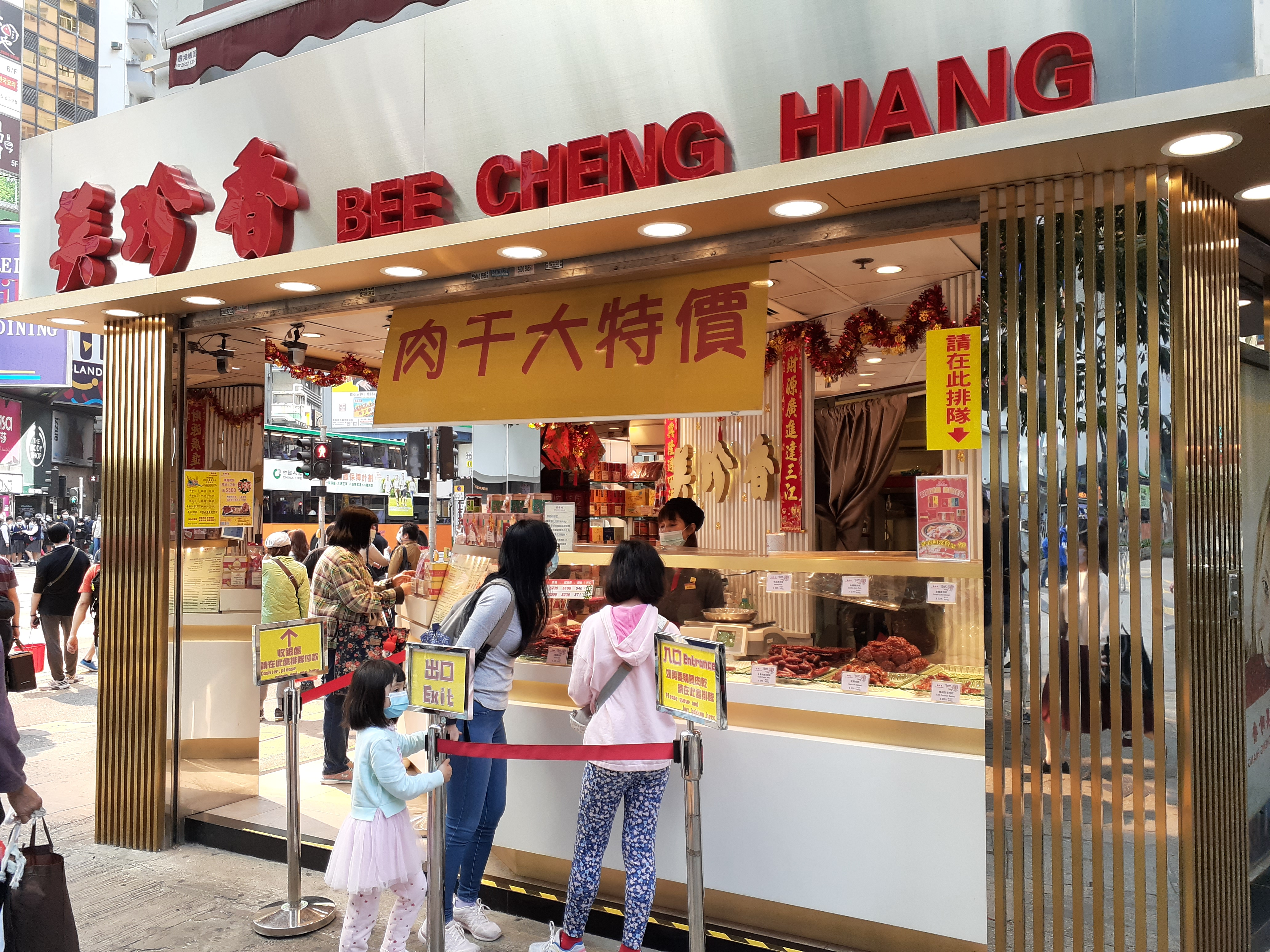
香港銅鑼灣怡和街美珍香分店

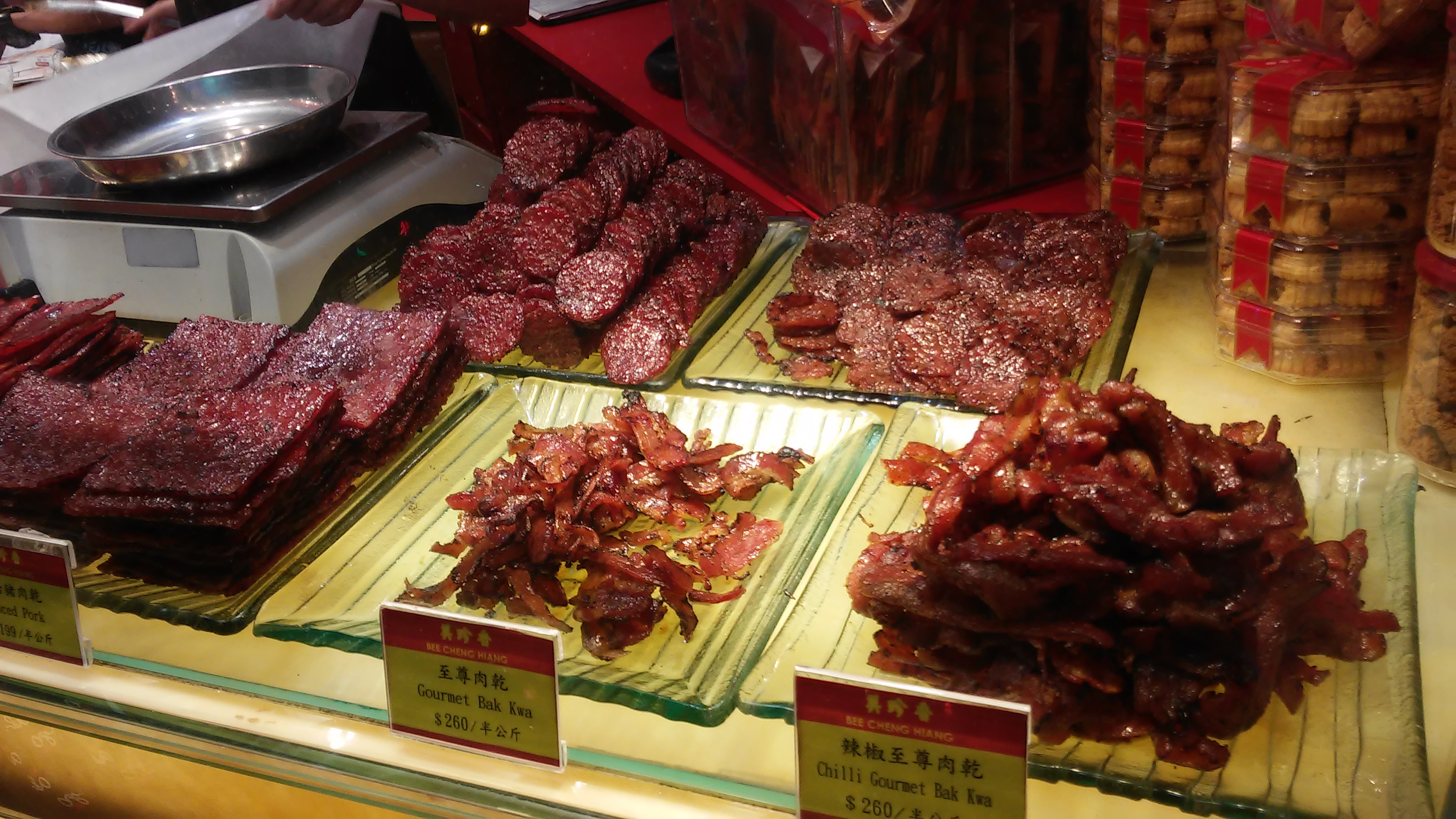
食品

美珍香（英語：Bee Cheng Hiang；潮州話白話字：Bí-cheng-hiang，是一个经营亚洲风味食物的品牌，特别是新加坡食品。

## 歷史
1933年創立於新加坡，公司銷售市場主要在東亞與東南亞。美珍香販售的產品包括牛/豬/雞肉乾、肉鬆、肉絲、卷品等，在其产品中，切片肉干、烟熏和烘制的和肉干类似的猪肉丝最为知名和畅销。美珍香2003年推出的类似培根切片的经典肉干（Gourmet Bakkwa），2005年出产热辣经典肉干（Chilli Gourmet）加入了麻辣成分。
現時的經營者是王陳山、王成陣、王金財三兄弟，他們是此祖業的第三代傳人。

## 分店
美珍香零售門市在新加坡、马来西亚，中国大陆、香港、澳門、台灣、日本、韓國以至菲律賓、越南、柬埔寨、印尼，截至2020年8月為止，共擁有三百多間分店。
位於香港銅鑼灣怡和街的分店門市為全球最貴舖租的店舖。